# Sombor
Sombor je grad u Bačkoj, u Vojvodini (Srbija). Grad ima ukupno 50.950 stanovnika (2002.) a općina 96.669 stanovnika. Sombor je administrativno središte Zapadnobačkog okruga.

## Zemljopis
Sombor je na dnu bazena nekadašnjeg Panonskog mora. Nalazi se na obalama rječice Mostonge. Geomorfološku osnovu ovog grada čini nekoliko cjelina. Jedna je dio lesne zaravni Telečke, a druga je aluvijalna ravan rijeke Dunava. Ta se ravan sastoji od dvije cjeline: inundacijskog dijela i od aluvijalne terase.
Na 1178 km² s gradom se smjestilo i 15 sela: Aleksa Šantić, Bereg (srp. Bački Breg), Monoštor (srp. Bački Monoštor), Bezdan, Čonoplja, Doroslovo, Gakovo, Krnjaja (srp. Kljajićevo), Kolut, Rastina, Riđica, Stanišić, Lemeš (srp. Svetozar Miletić), Stapar i Telečka.
175 km jugoistočno od Sombora nalazi se Beograd, a 220 km sjeverno je Budimpešta.
Dio somborske općine je dio graničnog spora Hrvatske i Srbije. Sporna je granica u dužini 145 kilometara oko Dunava, od mađarske granice do Iloka. Srbija inzistira na odluci iz 1945. po kojoj bi razgraničenje išlo sredinom rijeke. Hrvatska osporava to jer je Dunav zbog prirodnih procesa meandrirao i promijenio tok prema zapadu pa je dio zemlje sada u Srbiji. Hrvatska osporava skoro polovicu granice na Dunavu i traži oko 10.000 hektara zemlje, pozivajući se na austrougarske katastarske knjige i da granica ide sredinom plovnog dijela rijeke, a Srbija traži 3.000 hektara na desnoj strani Dunava. Ako bi međa bila po katastarskom načelu, što znači kopnenim dijelom, a ne srednjim tokom rijeke, dijelovi općina Apatin, Sombor i Bačka Palanka pripali bi Hrvatskoj.

### Salaška naselja
Uz 15 sela, oko grada je i 18 salaških naselja:
- Bilić ili Bilići (srp. Билићи)[3] se nalaze između Sombora, Lemeša i Rančeva. Cestovnim je putem na pola između Sombora i Stanišića. Službeno se Bilić ne smatra posebnim naseljem, nego ga se smatra somborskim predgrađem. Do Bilića se može doći cestom koja vodi od Sombora kroz Nenadić. Cesta završava u Rančevu. U srednjim stoljećima srednjeg vijeka, u vremenima prije osmanskih osvajanja, ovdje se nalazila crkva od koje su ostale ruševine-[4] Kroz povijest ovo je naselje bilo pustarom, pa je opet oživljavalo.[4] Turski su ga popisi zabilježili kao dio Somborske nahije.[4] U graničarskim vremenima ovdje su graničari dobivali zemlje koje su smjeli obrađivati i gdje su se mogli nastanjivati.[4]
- Bukovac je nekoliko kilometara dugačko naselje. Nalazi se južno od Sombora i Velikog bačkog kanala, pravcem sjever-jug. Počinje kod Centrale, a proteže se između željezničke pruge Sombor - Sonta - Erdut i rječice Mostonge. Kod Bukovački salaša nalazi se željeznička postaja, na križanju s cestom broj 101.
- Centrala se nalazi na Velikom bačkom kanalu, jugozapadno od Sombora, preko puta graskog kupališta Štrand, na cesti koja od Sombora vodi ka jugozapadu pored Kupusine, zračne luke Sombor i dalje k Apatinu.
- Čičovi je nekoliko kilometara dugačko naselje. Nalazi se južno od Sombora, Rokovaca i Velikog bačkog kanala. Pruža se od sjevera prema jugu. Proteže se između rječice Mostonge i prometnice Sombor - Stapar. U srednjim stoljećima srednjeg vijeka, u vremenima prije osmanskih osvajanja, ovdje se nalazila crkva od koje su ostale ruševine-[4] Kroz povijest ovo je naselje bilo pustarom, pa je opet oživljavalo.[4] Turski su ga popisi zabilježili kao dio Somborske nahije.[4] U graničarskim vremenima ovdje su graničari dobivali zemlje koje su smjeli obrađivati i gdje su se mogli nastanjivati.[4] Kad je Sombor isposlovao status slobodnog kraljevskog grada 1749., morao je platiti otkupninu.[5] Nije imao dovoljno novaca, pa su gradski oci odlučili uzeti zajam.[5] Novac je pribavio hrvatski ban Adam Batthyány koji je zauzvrat postao vlastelinom ove pustare.[5]
- Gradina se spominje u 1749. u Elibertacijskoj povelji grada Sombora. Zabilježena je kao carski kameralni posjed koji je otkupljen za potrebe grada Sombora.[6] Kod Sombora je križanje biciklističke staze Via Pacis Pannoniae / Panonski put mira koja povezuje Osijek i Sombor. Jedan krak vodi do naselja Šaponje, a drugi ka ovom salašarskom naselju i produžava do Malog Stapara u pravcu Kule, Vrbasa i Novog Sada.[7] U srednjim stoljećima srednjeg vijeka, u vremenima prije osmanskih osvajanja, ovdje se nalazila crkva od koje su ostale ruševine,[4] i u Ivanovom Selu,[4] za koje se pretpostavlja da je bilo u Gradini. Kroz povijest ovo je naselje bilo pustarom, pa je opet oživljavalo.[4] Turski su ga popisi zabilježili kao dio Somborske nahije.[4] U graničarskim vremenima ovdje su graničari dobivali zemlje koje su smjeli obrađivati i gdje su se mogli nastanjivati.[4] Kad je Sombor isposlovao status slobodnog kraljevskog grada 1749., morao je platiti otkupninu.[5] Nije imao dovoljno novaca, pa su gradski oci odlučili uzeti zajam.[5] Novac je pribavio hrvatski ban Adam Batthyány koji je zauzvrat postao vlastelinom ove pustare,[5] Čičova, Šaponja i Ivanovog Sela za koje se pretpostavlja da se nalazilo u Gradini. U 19. je stoljeću ovo zabilježeno kao naselje bunjevačkih Hrvata. Stoga je u Gradini bila otvorena jedna od prvih škola bunjevačkih Hrvata, a koja je djelovala od 1861. do 1880. godine.[8] Gradina je bila jednim od mjesta somborskog kraja gdje je Radićev HSS imao svoje pristaše.[9] Nakon Drugog svjetskog rata pojačalo se iseljavanje izvornih stanovnika te doseljavanje novih, kao i u drugim naseljima somborske okolice.[4]
- Kozara se nalazi sjeverozapadno od Sombora, na Bezdanskom putu, sjeverno od stare željezničke pruge kojoj je trasa išla duž Monoštorskog puta. Kad je krajem 19. i početkom 20. st. salašarskog naselje Matarića trpilo zbog prenaseljenosti, dio je obitelji Matarića preselio iz Matarić salaša u grad Sombor i u neke salaše sjeverno od Sombora, kao što je Kozara (ondašnja Šivolja i kasnije Bezdanski salaši).[10]
- Lenija se nalazi istočno od Sombora, sjeverno od cestovne prometnice koja vodi ka Krnjaji. Pretkraj postojanja Kraljevine Jugoslavije, uoči drugog svjetskog rata, najviše su posjeda u Leniji imali salašari iz obitelji Bošnjak. Salaše su imali u ovom ataru pored Džina, pred ulazom u Krnjaju.
- Milčić se nalazi na putu jugozapadno od Lemeša, na četvrt puta od Sombora do Lemeša, između ceste i željezničke pruge koje vode od Lemeša prema Somboru. Pruža se u pravcu sjeveroistok - jugozapad. Povijesno je jednim od hrvatskih naselja u Bačkoj.[11]
- Matarići se nalazie jugoistočno od Sombora, južno od Velikog bačkog kanala, Čonoplje, Krnjaje i zapadno od Sivca. U popisima što su učinjeni za područje bačke i kaločke biskupije u svezi s crkvenom desetinom 1543. i 1650. godine (pod imenom Máté vagy Matarics, a neki autori smatraju da se radi o 1643. godini[10]), spominje se naselje Matarić, Plavna, Bač i druga.[12] Naselje Matarić se nalazilo u ataru Gradine. Prema predaji, troje braće Matarića, somborskih bunjevačkih graničara su 1730-ih i 1740-ih dobivali zemljišta u ataru pustare Gradine, dok službeni dokumenti i kronike ih ne bilježe.[10] U 19. je stoljeću ovo zabilježeno kao naselje bunjevačkih Hrvata. Stoga je u Matarićima je bila otvorena jedna od prvih škola bunjevačkih Hrvata, a koja je djelovala od 1861. do 1880. godine.[8] Nalazila se u samim Matarićima, na salašu Laze "Đaje" Matarića, kasnije na salašu Franje Matarića.[10] Zemljovid iz 1914. bilježi veliku skupinu Matarić salaša (Matarić szálások).[10] Bilo je preko deset.[10] Nalazili su se nešto podalje od desne obale Franzovog kanala, istočno od Žarkovca.[10] Zbog potonjeg su razloga djeca iz Matarića, kad više nisu imala svoju mjesnu školu, išla u školu u obližnjem Žarkovcu, a ne u Gradini kojoj su upravno pripadali.[10] Naselje Matarići su bili povezani sa Somborom "Veprovačkim putom".[10] Krajem 19. i početkom 20. st. naselje je trpilo zbog prenaseljenosti, pa je dio obitelji Matarića preselio iz Matarić salaša u grad Sombor i u neke salaše sjeverno od Sombora, u današnjoj Kozari (nekadašnja Šivolja i kasnije Bezdanski salaši), i to u dijelu salaša koji se zvao Jerkovići, a nalazio se s desne obale Mostonge na brijegu, a druga skupina u salaško naselje Nenadić.[10] Dio je Matarića polovicom 20. st. imao salaš u ataru salašarskog naselja Radojevića (bivšeg Preradovića), nešto istočno od svoje postojbine.[10] Matarići su bili jednim od mjesta somborskog kraja gdje je Radićev HSS imao svoje pristaše.[9] Matarići, po kojima se zove ovo naselje, još su krajem 1960-ih bili nazočni u ovom naselju, no gospodarskim i drugim migracijama u desetljećima koja su uslijedila, izvornih je Matarića bilo sve manje, tako da je kraj 1980-ih ovo naselje dočekalo bez izvorne obitelji, koja ne samo da više fizički nije prisutna, nego ovdje više nema niti svoje salaše.[10] Obitelj Matarića iz ovog naselja dala je neke značajne osobe somborskog društvenog života: hrvatskog preporoditelja, svećenika Matišu Matarića i gradonačelnika Ivana Matarića 1930-ih[13]
- Nenadić se nalazi na putu Gakovo - Sombor.[14] Većina stanovnika su Hrvati.[14] U srednjim stoljećima srednjeg vijeka, u vremenima prije osmanskih osvajanja, ovdje se nalazila crkva od koje su ostale ruševine.[4] Kroz povijest ovo je naselje bilo pustarom, pa je opet oživljavalo.[4] Turski su ga popisi zabilježili kao dio Somborske nahije.[4] U graničarskim vremenima ovdje su graničari dobivali zemlje koje su smjeli obrađivati i gdje su se mogli nastanjivati.[4] U 19. je stoljeću ovo zabilježeno kao naselje bunjevačkih Hrvata.[14][11] Stoga je u Nenadićima bila otvorena jedna od prvih škola bunjevačkih Hrvata, a koja je djelovala od 1861. do 1880. godine.[8] Salaška osnovna škola koja se nekad nalazila u Nenadiću, 2012. je godine dana na uporabu mještanima radi preuređenja u sadržaje za mladež.[14] Kad je krajem 19. i početkom 20. st. salašarsko naselje Matarića trpilo zbog prenaseljenosti, dio je obitelji Matarića preselio iz Matarić salaša u grad Sombor i u neke salaše sjeverno od Sombora, kao što je Nenadić.[10] Nenadić je bio jednim od mjesta somborskog kraja gdje je Radićev HSS imao svoje pristaše.[9] Nakon Drugog svjetskog rata pojačalo se iseljavanje izvornih stanovnika te doseljavanje novih, kao i u drugim naseljima somborske okolice.[4]
- Obzir se nalazi na putu Sombor - Lemeš, na pola puta od Sombora do Lemeša, na mjestu gdje cesta skreće sjeveroistočnije.
- Radojevići se nalaze istočno od Sombora, jugoistočno od Gradine, južno od Krnjaje, s južne i jugozapadne strane teče Veliki bački kanal, preko kanala jugozapadno su Matarići, istočno je Sivac, a nekoliko kilometara sjeveroistočno prostire se Telečka. Tik jugoistočno je na mjestu nekadašnje pustare nastalo naselje Mali Stapar. Kad je krajem 19. i početkom 20. st. salašarskog naselje Matarića trpilo zbog prenaseljenosti, dio je obitelji Matarića preselio iz Matarić salaša u grad Sombor i u neke salaše sjeverno od Sombora, a jedna je grana otišla istočnije,pa je zabilježeno polovicom 20. stoljeća da je jedna grana Matrića imala salaš u ataru salaškog naselja Radojevići (nekada Preradović).[10]
- Rančevo se nalazi uz kanal sa zapadne strane. Do Rančeva se može doći prateći kanal od salaša Bilića prema Stanišiću. Pruža se u pravcu sjever - jug. Zapadno od Rančeva je Dojitska sv. Vodica. U srednjim stoljećima srednjeg vijeka, u vremenima prije osmanskih osvajanja, ovdje se nalazila crkva od koje su ostale ruševine-[4] Kroz povijest ovo je naselje bilo pustarom, pa je opet oživljavalo.[4] Turski su ga popisi zabilježili kao dio Somborske nahije.[4] U graničarskim vremenima ovdje su graničari dobivali zemlje koje su smjeli obrađivati i gdje su se mogli nastanjivati.[4]
- Rokovci se nalaze južno od Sombora i somborske obilaznice, kod "Velike tromeđe", gdje se rječica Mostonga ulijeva u Veliki bački kanal. Rokovci su istočno od Mostonge, sjeverno od Velikog bačkog kanala i zapadno od ceste Sombor - Stapar.
- Šikara se nalazi se zapadno od Sombora, Strilića, južnod od stare željezničke pruge kojoj je trasa išla duž Monoštorskog puta, istočno od Velikog bačkog kanala, a u njoj su Krpeži, Džinini i Josićevi salaši. Zapadno preko kanala nalazi se Ekološki kamp Korijeni. Jugozapadno preko kanala, na željezničkom prugom na pola puta do Kupusine, mjesto je stare željezničke postaje Josić. Šikara je bila mjestom iskazivanja snage radničkog pokreta u somborskom kraju. Hrvatski je književnik Blaško Marković ondje organizirao prvosvibanjske parade u kojima je i sam sudjelovao.[15] Povijesno je jednim od hrvatskih naselja u Bačkoj.[11]
- Šaponje su malo salašarsko naselje. Do Šaponja se može doći iz Sombora Čonopljanskim putom, a 2 km prije Čonoplje put skreće prema Šaponjama. Sombor je zračno udaljen 6 km prema jugozapadu. Čonoplja je 1,5 km prema istoku, Lemeš je 4 km sjeverno. Par kilometara južno od Šaponja prolazi željeznička prometnica prema Kuli i Novom Sadu, a sjeverno prolazi željeznička pruga prema Bajmaku i Subotici. Južno od Šaponja je kanal. Kod Sombora se račva biciklistička staza Via Pacis Pannoniae / Panonski put mira koja povezuje Osijek i Sombor. Jedan krak vodi do naselja Šaponje, a drugi ka salašarskom naselju Gradini i produžava do Malog Stapara u pravcu Kule, Vrbasa i Novog Sada.[7] Kod Donje Šaponje se nalazi grob koji je jedan od glavnih nalazišta kulture grobnih humki. Pod imenom Šap se spominje još 1380. godine.[16] Kad je Sombor isposlovao status slobodnog kraljevskog grada 1749., morao je platiti otkupninu.[5] Nije imao dovoljno novaca, pa su gradski oci odlučili uzeti zajam.[5] Novac je pribavio hrvatski ban Adam Batthyány koji je zauzvrat postao vlastelinom ove pustare.[5] U srednjim stoljećima srednjeg vijeka, u vremenima prije osmanskih osvajanja, ovdje se nalazila crkva od koje su ostale ruševine.[4] Kroz povijest ovo je naselje bilo pustarom, pa je opet oživljavalo.[4] Turski su ga popisi zabilježili kao dio Somborske nahije.[4] U graničarskim vremenima ovdje su graničari dobivali zemlje koje su smjeli obrađivati i gdje su se mogli nastanjivati.[4] U Šaponjama su nalazi mnogo netaknute salaške arhitekture koja je u dobrom stanju.
- Žarkovac se nalazi jugoistočno od Sombora, južno do Velikog bačkog kanala i istočno od željezničke pruge koja od Sombora vodi pored Stapara k Odžacima.

## Povijest
Sombor je nastao prije hunskih provala u Europu i dolaska Ugra u Podunavlje i to na "otočićima Mostonge".
O podrijetlu imena grada postoji veći broj teorija, a najvjerojatnija je ona po kojoj ime Sombor dolazi od Samobor, "bor na osami, osamljeni bor".
Nakon izgona Turaka Sombor je postao dijelom Habsburške Monarhije 1687. godine. Uskoro je dosegao zenit svoje slave, reputacije i značaja. 1702. je godine uključen u Potisku vojnu krajinu. 1717. je stekao status oppidum militare.
U pustarama oko Sombora graničari su dobivali zemlju za obradbu i naseljavanje, a većinom su podizali naselja oko crkvišta, mjesta gdje su u predturskim vremenima bile crkve koje su oslobođenje dočekale u ruševnom stanju.
Uskoro je car Karlo III. zaratio protiv Francuske i Španjolske. U tom su ratu koji je trajao od 1733. do 1735. godine sudjelovali i Somborci. Somborci su dali konjičku i pješačku postrojbu. Konjaništvo (dvjesta konjanika) je vodio kapetan Marko Marković a pješaštvo (600 pješaka) kapetan Jovan Damjanović. Nakon toga car Karlo III. je opet zaratio s novim protivnikom. Već 1736. godine zaratio je protiv Osmanskog Carstva. 1737. je godine Sombor pogodio potres. U rat protiv Turaka koji nije pošao uspješno morala se je uključiti 1738. i Potiska vojna krajina. Za taj je rat Sombor osim one dvojice dao još ove poručnike: Ivana Bašića, Miju Bokerovića, Martina Parčetića, Gabriela Pavlovića, Miju Pletikosića i Bartola Rajića. Potom je Bačku snašla kuga. Glasoviti somborski ljetopisac fra Bono Mihalović navodi da je došla od nekog grčkog trgovca koji je zarazu donio u somborsko svratište odakle se je dalje raširila. 1740. su Somborci u ratovali u ratu Austrije protiv Pruske, Bavarske i Francuske. Svake su godine ratovali na novom ratištu: 1741. bili su u Šleskoj, pa Moravskoj i naposljetku Bavarskoj.
Od Somboraca koji su bili u tom ratu, dvije su trećine bili Srbi, a jedna trećina Hrvati. Ipak, i u ratu se našlo vremena za duhovnost: biskup Gabrijel Patačić je otvorio gradnju novog krila samostana koju su financirali franjevci. Rat s Osmanskim Carstvom i rat za austrijsku baštinu uzeo je veliki danak, ostavivši mnogo udovica.
1. srpnja 1745. je godine carica Marija Terezija raspustila Vojnu krajinu (1741. Vojnu krajinu u Potisju, graničare u Bačkoj i Banatu, a Somborski šanac 1745.), Sombor je izuzet od vojne vlasti i podvrgnut županijskoj, čemu su se osobito protivili graničari Srbi, a dijelom i graničari Hrvati. Odbivši predati oružje, napustili su Sombor, sveukupno 546 obitelji. Graničari iz Subotice i Sombora, uglavnom Srbi, napustili su te gradove. Nastanili su se u Srijemu i u šajkaškom kraju, u selima Gardinovcima, Gospođincima, Loku i Mošorinu. Razlozi su bili naučenost na vojnički život i veća gospodarska sigurnost u vojničkoj službi koja je donosila povlastice, nasuprot neizvjesnoj civilnosti: imali su vinograde, oranice, plodne okućnice, a nisu plaćali obveze civilnim vlastima.
Građani donjeg grada i graničari sa salaša obratili su se Mariji Tereziji, jer nisu mogli podnijeti civilne namete, pa su od nje zatražili davanje povlastice ili neka ih vrati u vojni stalež. 
Radi ponovnog stjecanja statusa slobodnoga kraljevskog grada, ugledni somborski Hrvati i Srbi skupili su se za tu svrhu. Pribaviše 200 srpskih i 100 hrvatskih potpisa u gradu i na salašima. Sastavili su povjerenstvo sastava: Martin Parčetić, Mijo Bokerović, Atanasije Sojšić i Stevan Radojević, za tumača su uzeli Matolayja, te se daše u pregovore za stjecanje tog statusa Somboru.
21. ožujka 1747. Marija Terezija udovoljila ime je, uz uvjet plaćanja velike otkupnine od 150.000 forinta, koju grad nije mogao platiti jer nije imao toliko novca, pa se 1749. grad zadužio. Prvi je gradonačelnik postao Hrvat Martin Parčetić. Sombor je u ono doba posjedovao 11 pustara, abecednim redom: Bilić, Bukovac, Čičovo, Gradina, Ivanovo Selo, Karakorija, Nenadić, Rančevo, Piperoš, Praćević i Šaponje. Nedostajalo je još novaca za otkupiti Bezdan, Čonoplju, Doroslovo, Gakovo, Kruševlje, Kulu, Kupusinu, Pačir, Petkovac, Sivac, Stapar i Staru Moravicu, pa se morao zadovoljiti s onih 11 pustara i otplaćivati zajam. Novac za preostali iznos pribavio je hrvatski ban Adam Batthyány svojim novcem, a zauzvrat postao je vlastelinom Čičova, Gradine, Ivanova Sela i Šaponja.
Prestankom turske opasnosti, stvorila se pretpostavka za gospodarski oporavak i napredak grada. Vremenom je postao važno prometno čvorište, trgovačko, obrtničko pa djelimice i industrijsko središte. Brojne škole, dolazak željeznice u 19. st. i pretvaranje Sombora u važno željezničko čvorište, stvorilo je pretpostavke za znatno povećanje putničkog, poštansko i robnog prometa. Stvorilo se radništvo koje je bilo drukčije socijalnog položaja i razmišljanja od salašara iz okružja.
Mađarska revolucija 1848./49. dotakla se Sombora. Mađarski ustanici s jedne i srpski ustanici i austrijske vlasti s druge strane borili su se za ovaj grad koji je naizmjence prelazio iz vlasti jednih u vlast drugih. Pet se puta to dogodilo. Kad su Mađari preuzeli grad ljeta 1848. u Somboru je osnovana Mađarska nacionalna garda čiju su većinu činili somborsi bunjevački Hrvati i zapovjednik je bio kap. Franja Fratrić. Kad su srpske snage ušle u Sombor veljače 1849. po zapovjedi vojnih vlasti od mjesnih Srba osnovana je Srpska narodna garda, kojom su zapovijedali Gedeon Leović i Aleksandar Mihajlović. Krajem tog mjeseca austrijski carski glavni sstožer i general Todorović planirali su da Sombor postane središte operacija za zauzimanje Subotice, unatoč savjetu na oprez majora Dimitrija Stejina, zapovjednika srpske vojske u Somboru koji je ukazivao na problem zbog manjka konjaništva. U razdoblju svih međuvlašća gradom su harale pljačkaške skupine iz okolnih sela Stapara, Sivca i Brestovca. Pljačke su činili i i dobrovoljci iz Srbije u redovima srpske vojske dok je bila u gradu. Somborci su pametnom politikom spasili grad od razaranja. Nisu se međusobno sukobljavali Srbi koji su bili na jednoj strani i Mađari i Hrvati koji su bili na drugoj strani. Somborci su sačuvali međusobne korektne odnose. Pametna politika iznjedrila je zajedničko izaslanstvo Somboraca predvođenog rimokatoličkim župnikom i pravoslavnim protom koi su pregovarali s mađarskim generalom Percelom početkom travnja 1848. godine i tako spasila grad od paleži. Mjesne nacionalne garde nisu se sukobile u Somboru, nego zbog austrijske zapovijedi. 22. veljače stigla je zapovijed gen. Todorovića za pokret srpskih snagama ka Subotici. Srpski šajkaši, Petrovaradinski i Provincijski bataljun 25. veljače su pošle ka Subotici. Srbi su se ukopali blizu kaponjske čarde, na pola puta od Bajmaka do Subotice. Subotički Magistrat tad je u tijesnom glasovanju gdje je presudio jedan glas glasovao protiv predaje grada, pa su stvorili postrojbe za obranu Subotice. Ishod svega bila je bitka kod Kaponje 5. veljače 1849. godine.
Budući da su među većinom radne snage: zidarima, pokrivačkima krovova i tesarima bili bunjevački Hrvati, oni su bili ti koji su organizirali prvu sindikalnu podružnicu. To je bilo 12. lipnja 1904. godine. To je ujedno dodatno pridonijelo nacionalnoj emancipaciji bunjevačkih Hrvata.
Na izborima 1932./33. Hrvati su dobili većinu na izborima, pa je postojala mogućnost da se ta prevaga prenese i u upravu, no izbori su proglašeni nevažećima, naredbom vlasti
 u kojoj su ključnu ulogu imali velikosrpski hegemonisti, a kojoj takav ishod izbora i uprava nije bila po volji.

## Promet
- Zračna luka Sombor

## Kultura
Znamenite građevine:
- Narodno kazalište Sombor (1882.)
- Gradska kuća u Somboru (1842.)
- barokna Grašalkovićeva palača (1753.)
- Galerija Milana Konjovića
- zgrada Mađarske građanske Kasine (1883.)
- kapela sv. Ivana Nepomuka (1751.)
- Krušperova palača (1771.)
- eklekticistički Gradski muzej (1870.)
- crkva Presvetog Trojstva sa župnim uredom (1763.)
- zgrada sjedišta Bač-Bodroške županije, današnje sjedište općine Sombor (1881. i 1882.)

### Mediji
- Somborske novine na srpskom, sa stranicom na mađarskom jeziku Mađarski mozaik s dodatkom Selu u pohode[22]
- RTV Spektar (većinski vlasnik fizičar Bogdan Maglić, postaja u kolovozu 2014. doživjela preuzimanje)[23][24]
- Televizija Fortuna - K54, osnovana kao TV Sombor 1994.[25]
- Radio Sombor[26]
- Radio Fortuna
- SOinfo.org

### Vjerski objekti
Bivši i sadašnji vjerski objekti u Somboru.

#### Rimokatolički
- crkva sv. Mihovila
- Marijina crkva
- dominikanska crkva Uznesenja Marijina
- franjevačka crkva sv. Franje (iz turskog doba)
- franjevačka crkva iz 1717.
- crkva sv. Križa iz 1925.
- franjevački samostan 1750. (po nekim izvorima postojao je i 1686.)
- crkva Presvetog Trojstva iz 1762.
- kapele sv. Ivana Nepomuka, Gospe Snježne
- karmelićanski samostan iz 1904.
- katedrala sv. Stjepana Kralja u Somboru (karmelićanska crkva) (1860. – 1904.)

#### Pravoslavni
- crkva sv. Ivana Krstitelja iz 1786. (na mjestu bivše mošeje)[27]
- crkva sv. Đurđa
- manastir Sombor

## Stanovništvo
Povijesna naseljenost:
- 1720.:    2.916[28]
- 1843.: 21.086
- 1852.: 22.363
- 1910.: 30.593
- 1961.: 37.760
- 1971.: 44.100
- 1981.: 48.454
- 1991.: 48.993
- 2002.: 51.471

1843. je Sombor imao 21.086 stanovnika, od čega je bilo 11.897 pravoslavnih kršćana, 9.082 rimokatolika, 56 židovske vjere i 51 protestant.
1852. je u Somboru živjelo 22.363 stanovnika.
Prema mađarskim statistikama od 1910., od 30.593 osobe u Somboru, 11.881 je govorilo srpski, 10.078 mađarski, 6.289 hrvatski (u statistikama kao "bunjevački"), 2.181 njemački itd.
Etničke grupe
- Srbi (64,09%),
- Mađari (7,27%),
- Jugoslaveni (6,45%),
- Hrvati (6,21%),
- Bunjevci (4,31%)

Po popisu stanovništva, domaćinstava i stanova 2011. u Srbiji, koji je proveden od 1. do 15. listopada 2011., u gradu Somboru bilo je 85.903 stanovnika, što je 1,20% ukupnog broja stanovnika Srbije i 45,67% ukupnog broja stanovnika Zapadnobačkog okruga. Grad je etnički šarolik, s čak 21 nacionalnosti. Od ukupnog broja, 59.799 (61,48%) se izjasnilo da je srpske nacionalnosti, 12.386 mađarske (12,73%), 8.106 hrvatske (8,33%),2.730 bunjevačke (2,81%), 926 crnogorske, 5.098 jugoslavenske, 415 romske, 339 njemačke, 250 rumunjske, 167 makedonske, 117 slovačke, 100 albanske, 94 muslimanske, 81 slovenske, 75 rusinske, 42 goranske, 32 bugarske, 30 bošnjačke, 27 ukrajinske, 16 češke nacionalnosti, 489 ostalih, 6534 neizjašnjenih i neopredijeljenih, 1479 regionalno opredijeljenih i 219 nepoznate nacionalnosti. Po vjeri je Srpska Pravoslavna Crkva ima 61,31% vjernika, rimokatolika je zastupljeno 28,07%, dok je protestantska vjeroispovijest zastupljena s 0,49%. Najzastupljeniji materinski jezik na je srpski (81,93%), zatim mađarski (12,14%) i hrvatski (2,93%).

## Hrvati u Somboru
Sombor je dao (po stanju od 15. prosinca 2002.)  15 elektora u Hrvatsko nacionalno vijeće Republike Srbije, od kojih su 2 izabrana u Vijeće.
U Somboru djeluju sljedeće ustanove Hrvata:
- HKUD "Vladimir Nazor" (utemeljeno 1936. pod imenom "Miroljub")
- Miroljub
- Bunjevačko kolo (utemeljeno 1920.)
- Udruženje građana Urbani Šokci – Sombor (utemeljeno 2008.)

U Somboru se održavaju sljedeće manifestacije Hrvata:
- Dužionica
- Veliko bunjevačko-šokačko prelo
- Likovna kolonija "Colorit"
- Dani hrvatske kulture u Somboru

Stranke:
- Pokret vojvođanskih Hrvata (utemeljeno 2015.)[31]
- podružnica Demokratskog saveza Hrvata u Vojvodini

HKUD Vladimir Nazor djeluje u nekadašnjoj zgradi pivovara Avala na Vijencu Radomira Putnika br. 26. Prostor se od onda zove Hrvatski dom.
Manifestacija „Veliko bunjevačko-šokačko prelo“ se održava u organizaciji somborskog Hrvatskog kulturno-umjetničkog društva „Vladimir Nazor“.
Hrvatski tragovi se protežu znatno u prošlost. Jedna od kulturnih znamenitosti grada Sombora, crkva Presvetog Trojstva, ima veze s Hrvatima. Na mjestu današnje crkve su bile se nalazile ruševine iz doba turske vlasti, a na njima su bunjevački Hrvati sagradili 1717. crkvu. Kasnije je na njenom mjestu 1763. dovršena gradnja nove barokne crkve posvećene Svetom Trojstvu, unutar koje su bili pokapani ugledni stanovnici Sombora.
Prvi gradski kapetan Sombora tek oslobođenog od Turaka je bio Hrvat Duje Marković.
Kada je 1749. godine Sombor proglašen Slobodnim kraljevskim gradom, za prvog gradonačelnika Sombora izabran je Hrvat, Josip Parčetić.
Od Hrvata u Somboru, tradicionalno se smatra da su bunjevački Hrvati prevladavaju među Hrvatima u gradu Somboru, dok su šokački Hrvati u somborskoj okolici. Šokci u samom gradu Somboru javljaju se od 1919. godine. Prve su obitelji doselile iz Monoštora. Zato što su bili marljivi i pošteni, poslodavci i šefovi pružali su im povjerenje i zbog tih svojih osobina uskoro su i sami ubrzo otvarali svoje radnje u Somboru. Imali su dva krojačka salona, dvije krojačke radione sa skladištem gotovih proizvoda, knjižnicu i pet vozača koji su imali vlastiti automobil. Ako nisu bili samostalni poduzetnici, bili su namještenici na željeznici, redari ili u privatnim službama. Već do 1939. godine u Sombor se iz Monoštora doselilo 30 obitelji (obitelji Karajkov, Kovač, Vajštanac, Forgić, Đipanov, Periškić, Čatalinac) i većina je imala svoje kuće, što je ukupno u Somboru bilo 117 Šokaca.
Ipak, danas sve više raste udio šokačkih Hrvata među somborskim Hrvatima, kojih 2008. ima oko osam tisuća.
Nakon raspada bivše Jugoslavije, Hrvati su za vrijeme autoritarnoga režima Slobodana Miloševića na području današnje Republike Srbije bili skupina izložena otvorenoj ili prikrivenoj diskriminaciji i progonima po etničkoj osnovi. Incidenata, prijetnji i protjerivanja Hrvata bilo je u praktično svim mjestima gdje žive Hrvati čega nije bio pošteđen ni Sombor.Vlasti su osporavale uopće postojanje Hrvata kao etničke zajednice. Režim je vratio na povijesnu scenu karađorđevićevske manipulacije bunjevačkim imenom, započevši stvaranje izmišljene posebne etničke skupine od dijela Bunjevaca u Subotici i Somboru, suprotstavljajući ih Bunjevcima koji se smatraju Hrvatima.
U vrijeme Domovinskog rata i srbijanskog vojnog angažmana u Hrvatskoj, kao i u poraću, Hrvati nisu smjeli isticati svoju nacionalnu pripadnost u samom gradu, pa su Šokci iz somborske seoske okolice njegovali hrvatski identitet, kulturu, jezik i običaje. Zbog toga je protiv svoje volje s ovih područja iselile su tisuće Hrvata. Slomom Miloševićeva režima ujesen 2000. godine, vlasti su otvorile novo poglavlje politike prema manjinama i veljače 2002. donijele su Zakon o zaštiti prava i sloboda nacionalnih manjina, što je otvorilo prostor za djelovanje Hrvatima. Demokratski savez Hrvata u Vojvodini ušao je u skupštinu Sombora. Poslije pada Miloševića uslijedilo je formalno priznavanje manjinskih prava i fokus hrvatskih dužnosnika bio je provođenju proklamiranih prava, zbog nerijetko opstruiranih manjinskih prava Hrvata. Proces denacionalizacije Hrvata u fiktivnu bunjevačku nehrvatsku nacionalnost bio je zaustavljen za vrijeme vlade Zorana Đinđića, poslije ubijenoga. Otkako je na vlast došla vlada Vojislava Koštunice oživljena je denacionalizacija Hrvata kroz punu potporu srpskih vlasti te znanstvenih, kulturnih i informativnih institucija formiranju posebne bunjevačke etničke skupine. Zbog i dalje prisutnog straha, stvarna brojka Hrvata manja je od popisne, jer se izjašnjavaju pod drugim subetničkim ili nadnacionalnim imenima, ili se uopće nacionalno ne izjašnjavaju, čemu je razlog što su Hrvati u Srbiji na vrhu ljestvice netrpeljivosti u očima većinskoga stanovništva, tik iza Albanaca. 2010-ih nema značajnih prisilnih etničkih migracija uglavnom, iako je dosta pojedinačnih pritisaka i prijetnji na Hrvate po nacionalnoj osnovi. Zajednicu pogađa izražena ekonomska migracija ka Hrvatskoj iz pograničnih šokačkih sela, te napuštanje rodnog kraja zbog studija i trajnog naseljavanja u mjestu studija, uglavnom u Novom Sadu i Beogradu.
Nakon Bača, 4. veljače 2009. Zavod za kulturu vojvođanskih Hrvata predstavio se u Somboru. 6. veljače 2009. u prostorijama Hrvatskog doma, sjedištu HKUD-a Vladimir Nazor, otvoreno je prvo dopisništvo subotičke Hrvatske riječi, koje ima i zadaću osigurati bolju suradnju i komunikaciju s čitateljima i suradnicima iz Sombora, Berega, Monoštora, Stanišića, Lemeša i drugih mjesta. Dopisnike je Zlatko Gorjanac.
Od 2009. je Radio Sombor počeo emitirati jednosatnu tjednu emisiju na hrvatskom jeziku «Glas Hrvata».
Godine 2011. u tijeku su bili pregovori za otvaranje Odsjeka za hrvatski jezik na Učiteljskim fakultetima u Somboru i Subotici za potrebe obrazovanja učitelja koji bi podučavali hrvatski jezik i književnost i održavali nastavu na hrvatskom jeziku u Srbiji.
Iako postoji dovoljan broj zainteresiranih i dovoljan broj djece, krajem 2012. još nema nastave na hrvatskom niti predmeta 'Hrvatski s elementi nacionalne kulture'.
Osim Sombora koji je jedno od naselja gdje žive Hrvati u Bačkoj, hrvatska su naselja u okolici Sombora Nenadić, Strilić, Radišić, Džinić, Milčić, Šikara, Švrake i druga.Povijesno je jednim od hrvatskih naselja u Bačkoj.
Jedan od najpoznatijih somborskih Hrvata i somborskih stanovnika uopće je Ivan Frgić, višegodišnji jugoslavenskih hrvački reprezentativac i pjevač Zvonko Bogdan.

## Šport
Športska društva i klubovi koji ovdje djeluju su:
- nogomet: Radnički, Metalac, ŽAK, Omladinac, OFK Šikara, Sombor-Spektar, ŽFK Ravangrad
- košarka: KK Sombor (od 1966.), SO Koš
- odbojka: OK CVS
- rukomet: ŽRK Sombor, MRK Sombor, ŽRK Ravangrad
- šah: Somborski šahovski klub
- plivanje i vaterpolo: PVK Polet
- plivanje: Feniks, Aquarius, Sombor
- američki nogomet: Sombor Celtis
- kuglanje: Polet, Vihor
- karate: Somborac, Ravangrad
- boks: Sombor
- hrvanje: Radnički, Soko
- tenis: ŽAK, Game
- stolni tenis: ŽAK
- dizanje utega: Radnički
- atletika: Maraton
- konjički šport: Zapadna Bačka

Športski objekti u Somboru su gradska hala Mostonga, Gradski stadion (Staparski put bb), Stadion kraj pruge (Vojvođanska 78), SC Soko, gradski bazen i kupalište Štrand.

## Poznate osobe
- Dujam Marković, vojskovođa, kapetan
- Zvonko Bogdan (1942.), pjevač
- Antonija Čota Rekettye, hrv. kulturna djelatnica
- Zoran Čota, hrv. kulturni djelatnik
- Ivan Frgić (1953.), hrvač, jug. reprezentativac
- Ivo Škrabalo (1934. – 2011.), hrv. političar i filmski djelatnik
- Zdenko Škrabalo (1929.), hrv. akademik, ministar vanjskih poslova, svjetski poznati medicinski stručnjak
- Radivoj Korać, srbijanski košarkaš i jug. reprezentativac
- Milan Konjović, (1898. – 1993.), slikar
- Martin Matić (1876. – 1945.), hrv. kult. i pol. radnik
- Ernest Bošnjak (1876. – 1963.), pionir kinematografije na području bivše Jugoslavije
- Milenko Beljanski (1923. – 1996.), novinar, kroničar i publicist
- Franjo Bes (1954.), dizač utega
- Karlo Bijelicki (1813. – 1878.), bibliofil, osnivač somborske knjižnice
- Pavle Blesić (1924.), slikar i kipar
- Samu Borovszky (1860. – 1912.), povjesničar
- Antun Bošnjak-Tonika (1882. – 1930.), društveni djelatnik i političar
- Tomislav Gotovac (1937. – 2010.), hrvatski filmski redatelj, glumac, performer, multimedijalni i konceptualni umjetnik
- Gyula Várossy, kalački nadbiskup
- Željko Hornjak, rukometni reprezentativac
- Aranka Hornjak-Mijić, rukometašica
- Ivan Zetović, prosvjetni djelatnik
- Zvonimir Laurović, športski djelatnik
- Josip Pilasanović, arhitekt
- Stjepan Beretić (1947.), katolički svećenik, povijesni pisac
- Stevan Bačić, romski glazbenik
- Sava Stojkov, slikar, član DLUH[44]
- Antun Dorotić, hrvatski crkveni glazbenik i sastavljač pjesmarica, vjerski pisac, prevoditelj i izdavač
- Ede Margalić,  hrvatski jezikoslovac, gimnazijski i sveučilišni profesor i kulturni djelatnik, prevoditelj, poznati latinac, slavist i leksikograf
- Bona Mihaljević, franjevac, kroničar Sombora, hrv. književnik
- Nikola Jokić, košarkaš

## Gradovi prijatelji
- Baja
- Kispest
- Čerkasi
- Veles

Gradovi s kojima je ostvarena regionalna kooperacija su:
- Tuzla
- Gornji Vakuf-Uskoplje
- Osijek
- Vukovar

## Zanimljivosti
- U Somboru je 1928. godine osnovan Stolnoteniski savez Jugoslavije.
- Sombor je grad koji ima najviše kultiviranih zelenih površina po stanovniku u Europi.[21]

## Vanjske poveznice
- www.soinfo.org
- Radio emisija za Hrvate  Arhivirana inačica izvorne stranice od 27. rujna 2007. (Wayback Machine)
- Tragovi  Arhivirana inačica izvorne stranice od 28. rujna 2007. (Wayback Machine) (na njemačkom)
- Zvonik[neaktivna poveznica] Somborska župa u 18. i na početku 19. stoljeća
- Zvonik Somborske katoličke župe i njihovi župnici
- [neaktivna poveznica] Sombor
- Karmel u Somboru  Arhivirana inačica izvorne stranice od 9. kolovoza 2019. (Wayback Machine)
- Glas ravnice  Arhivirana inačica izvorne stranice od 4. ožujka 2016. (Wayback Machine) Antonija Čota: Hrvati u tem Somboru, br. 104, srpanj 2006.